# Бълок (окръг, Алабама)
Окръг Бълок (на английски: Bullock County) е окръг в щата Алабама, Съединени американски щати. Площта му е 1621 km², а населението – 10 357 души (1 април 2020). Административен център е град Юниън Спрингс.